# 地獄のズバット
「地獄のズバット」（じごくのスバット）は、水木一郎、宮内洋によるシングル・レコード。1977年3月1日に日本コロムビアから発売された。型番はSCS-339。

## 解説
表題曲「地獄のズバット」は、特撮テレビドラマ『快傑ズバット』のオープニングテーマとして使用された。カップリングには、同じく水木一郎が歌う同作エンディングテーマ「男はひとり道をゆく」と、宮内洋が歌う同作挿入歌「二人の地平線」が収録されている。
テレビ放送用オープニング映像では、「地獄のズバット」の歌詞の合間に、宮内洋演じる主人公・早川健が、マシンガンの銃撃を受けて息絶えた友人・飛鳥五郎を抱き起こし「飛鳥ーっ!」と絶叫するカットが挿入されている。レコード用音源にはこの声は入っていなかったが、その台詞がタイミングよく挿入されていたこともあり、水木のコンサートでは当該部分で観客が「飛鳥ーっ!」と叫ぶことが恒例化し、ゲーム『スーパーヒーロー作戦』のイメージソングとして再録音された際には宮内洋があらためて声を提供した。

## 収録曲
（全作曲：京建輔）
A面
1. 地獄のズバット
歌：水木一郎
作詞：石森章太郎
  - 特撮テレビドラマ『快傑ズバット』オープニングテーマ。

B面
1. 男はひとり道をゆく
歌：水木一郎
作詞：八手三郎
  - 特撮テレビドラマ『快傑ズバット』エンディングテーマ。
2. 二人の地平線
歌：宮内洋
作詞：八手三郎
  - 特撮テレビドラマ『快傑ズバット』挿入歌（劇中歌）。

## カバー
イベントなどでは、宮内洋（もしくは、水木一郎と宮内洋のコンビ）による歌唱も行われている。
「百歌声爛 -男性声優編III-」
鳥海浩輔による「地獄のズバット」のカバーを収録。
「百歌声爛 -男性声優編II（新）-」
井口祐一による「地獄のズバット」のカバーを収録。
「石ノ森章太郎 男も泣けるTV主題歌」（TECD-25413）
宮内洋による「地獄のズバット」のカバーを収録。
「アニメタル・マラソンII 特撮編」
アニメタルによる「地獄のズバット」のカバーを収録。
「スーパーヒーロー作戦!」（FSDA-00005）
水木一郎による「地獄のズバット」セルフカバーを収録（宮内洋がセリフで参加）。